# The Boggs
The Boggs es una banda de indie rock originaria de la ciudad de Nueva York, en los Estados Unidos. La banda tiene al letrista, guitarrista y vocalista Jason Friedman como único miembro permanente. Los demás integrantes suelen ser miembros de otras bandas de indie rock. El remix de su canción "Arm In Arm", hecho por Shy Child, apareció en la banda sonora del videojuego Grand Theft Auto IV, específicamente en la radio Radio Broker.
Su álbum debut We Are The Boggs We Are (Arena Rock Recording Co.) fue una versión punk de la Anthology of American Folk Music de Harry Smith que la banda apodó burlonamente 'Archival no-wave'. The Boggs también contribuyeron con una pista recopilatoria para This Is Next Year: A Brooklyn-Based Compilation en 2001 (Arena Rock Recording Co.).
En 2010, Robert Plant adaptó la canción de The Boggs "How Long" para la canción "Central Two O Nine" de su álbum "Band Of Joy", e incluyó a Jason Friedman como coguionista con Plant y Steven Miller.

## Discografía
- We Are The Boggs We Are (2002)
- Stitches (2003)
- Forts (2007)